# Fernanda Carvalho

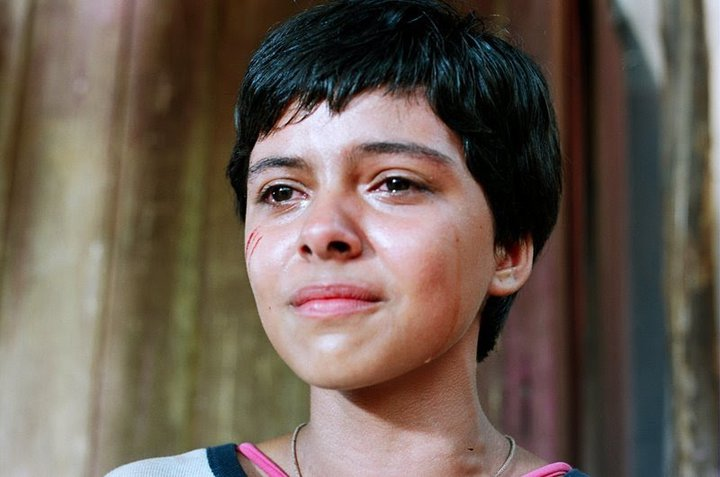
Fernanda Carvalho no filme Anjos do Sol

Fernanda Carvalho (São Gonçalo, 1993) é uma atriz brasileira.
Fernanda Carvalho é uma atriz brasileira, iniciou a sua carreira ainda criança no teatro, aos 9 anos de idade foi aprovada para dar luz à personagem Caralâmpia em A Terra dos Meninos Pelados, seriado de fim de ano da Rede Globo, onde teve que raspar a cabeça e sobrancelha. Em seguida, aos 11 anos, deu vida à Maria, protagonista do longa metragem Anjos do Sol consolidando a sua carreira de atriz e sendo indicada a vários prêmios do cinema nacional. Fernanda estudou Estudos de Mídia na Universidade Federal Fluminense e, em abril de 2017, casou-se com Daniel Marques, vereador de Niterói, cidade onde mora atualmente.
Em 2007 foi indicada ao prêmio Contigo Cinema de Melhor Atriz, por sua atuação em Anjos do Sol.

## Trabalhos

### Na televisão
- 2010 - Passione - Carlinha
- 2009 - Caminho das Índias - Hamia
- 2009 - A Turma do Pererê - Índia Tuiuiu
- 2007 - Amazônia, de Galvez a Chico Mendes - Detinha
- 2007 - Pé na Jaca - Ana
- 2007 - Linha Direta - Mônica Granuzzo
- 2003 - A Terra dos Meninos Pelados - Caralâmpia

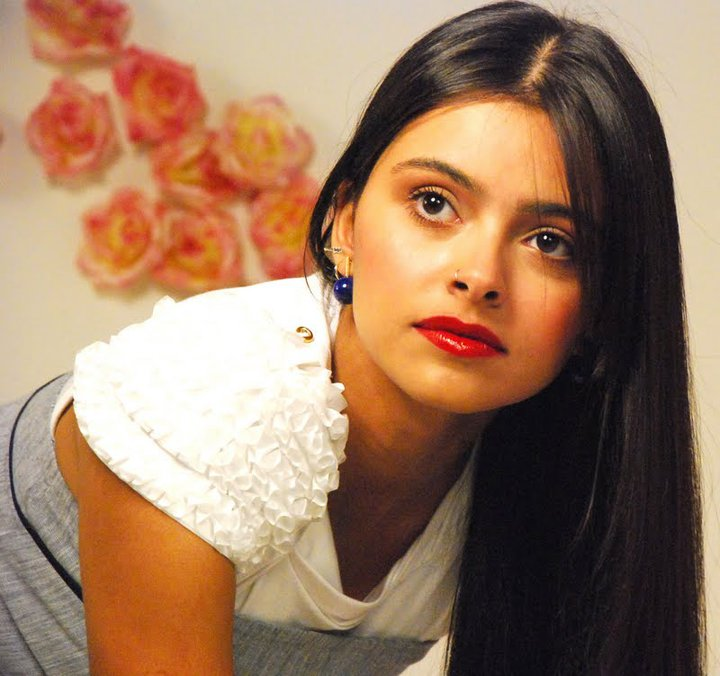

### No cinema
- 2006 - Anjos do Sol - Maria

### No teatro
- Sopa de Letrinhas
- Criança Tem Cada Uma (Teatro Municipal de Niterói)
- As Crianças de Yamara